# China Daily
«Чайна дейли» (англ. «China Daily», кит. упр. 中国日报, пиньинь Zhōngguó Rìbào) — китайская ежедневная общественно-политическая газета, которая издаётся компанией «China Daily Group». Язык издания — английский.

## История
«Чайна дейли» была основана в июне 1981 года и в настоящее время является газетой с самым большим тиражом на английском языке, которая издаётся в КНР (более 500 000 экземпляров, часть из них — за рубежом). Главный офис находится в Пекине, в районе Чаоян. Офисы открыты во всех крупных городах Китая, а также в Нью-Йорке, Вашингтоне и Лондоне. Специальные выпуски газеты публикуются в США, Гонконге и Европе.